# 奥尔韦纳
奥尔韦纳，是西班牙阿拉贡自治区韦斯卡省的一个市镇。总面积16平方公里，总人口50人（2018年），人口密度3人/平方公里。